# Assembleia regional (Suécia)

Regionfullmäktige (em português Assembleia Regional; anteriormente landstingsfullmäktige ) é um órgão legislativo regional eleito diretamente pelos cidadãos suecos de quatro em quatro anos, através de eleições regionais (em sueco landstingsval).

As decisões tomadas por essa assembleia são executadas pelo landstingsstyrelse (em português Conselho Regional) que é uma espécie de governo regional com funções delimitadas.

Existem assembleias regionais nas 21 regiões político-administrativas (em sueco landsting) da Suécia.

As áreas de competência para legislar são a saúde, os transportes, a cultura e o planeamento regional.

Nota linguística
- Län - condado - uma divisão administrativa da Suécia
- Landsting - uma região político-administrativa compreendendo os municípios desse condado
- Regionfullmäktige - Assembleia regional - uma assembleia de uma região político-administrativa
- Landstingsstyrelse - um governo de uma região político-administrativa
- Länsstyrelse - uma autoridade regional administrativa do estado sueco

## As Regiões político-administrativas da Suécia
A Suécia está atualmente dividida em 21 regiões político-administrativas (em sueco landsting), as quais têm a designação Região (em sueco region), por terem funções mais extensas que anteriormente.

As 21 regiões político-administrativas da Suécia - landsting

- Região Blekinge	        (Region Blekinge)
- Região Dalarna	        (Region Dalarna)
- Região Escânia	        (Region Skåne)
- Região Estocolmo	        (Region Stockholm)
- Região Gotlândia	        (Region Gotland)
- Região Gävleborg	        (Region Gävleborg)
- Região Halland	        (Region Halland)
- Região Jämtland-Härjedalen	(Region Jämtland Härjedalen)
- Região Jönköping	        (Region Jönköpings län)
- Região Kalmar län	        (Region Kalmar län)
- Região Kronoberg	        (Region Kronoberg)
- Região Norrbotten	        (Region Norrbotten)
- Região Örebro län	        (Region Örebro län)
- Região Östergötland	        (Region Östergötland)
- Região Sörmanland	        (Region Sörmland)
- Região Uppsala	        (Region Uppsala)
- Região Värmland	        (Region Värmland)
- Região Västerbotten	        (Region Västerbotten)
- Região Västernorrland	(Region Västernorrland)
- Região Västmanland	        (Region Västmanland)
- Região Västra Götaland	(Västra Götalandsregionen)